# Homenaje a Simón Bolívar

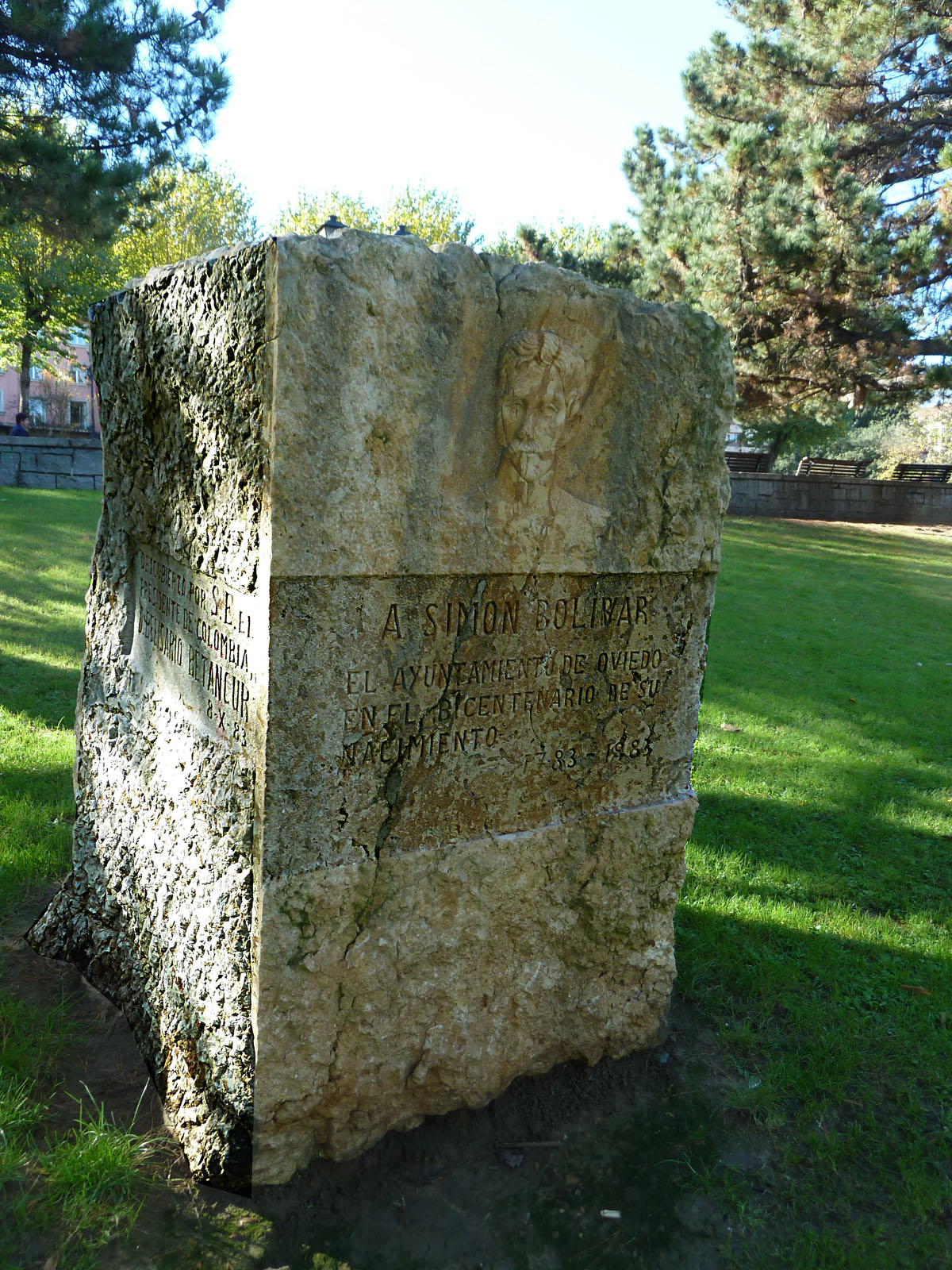
Homenaje a Simón Bolívar.

La escultura urbana conocida como Homenaje a Simón Bolívar, ubicada en el Campillín, en la ciudad de Oviedo, Principado de Asturias, España, es una de las más de un centenar que adornan las calles de la mencionada ciudad española.
El paisaje urbano de esta ciudad se ve adornado por obras escultóricas, generalmente monumentos conmemorativos dedicados a personajes de especial relevancia en un primer momento, y más puramente artísticas desde finales del siglo XX.
La escultura, hecha en piedra, es obra de José Antonio Nava Iglesias, y está datada en 1983.
En 1983 se celebraba el bicentenario del nacimiento de Simón Bolívar, militar y político nacido en lo que luego será parte del territorio de Venezuela; que jugó un decisivo papel la emancipación americana. Por este motivo, el Ayuntamiento de Oviedo encargó al escultor José Nava, la realización de una escultura homenaje a esta figura histórica. La obra consiste en un pétreo monolito, con el bajo relieve del personaje esculpido en una de sus caras, en la cual además hay una inscripción: “A SIMÓN BOLÍVAR/EL AYUNTAMIENTO DE OVIEDO/EN EL BICENTENARIO DE SU/NACIMIENTO/1783-1983”.